# イスラエルにおけるロシア語

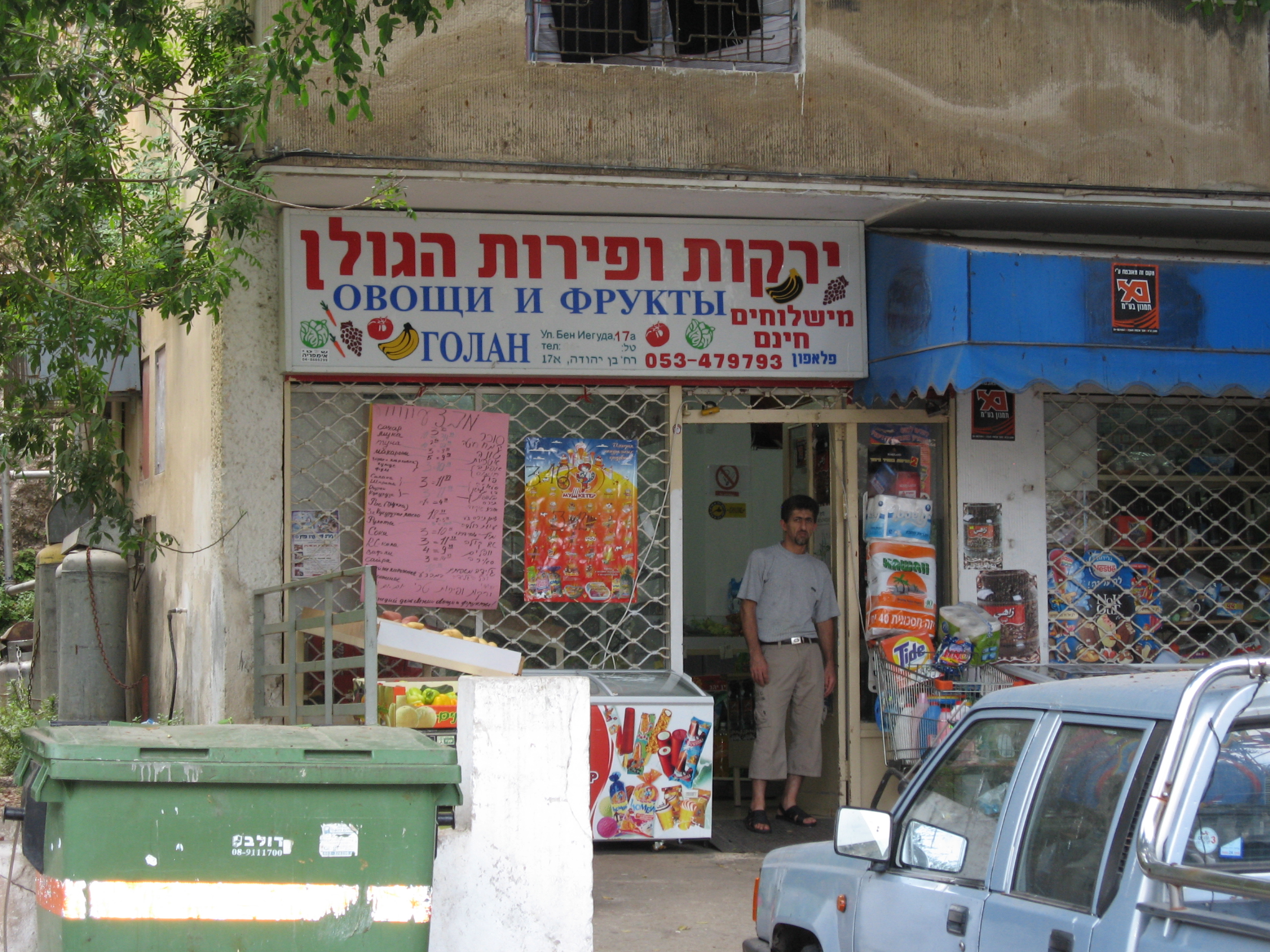
ロシア語とヘブライ語で書かれた看板を出すハイファの店

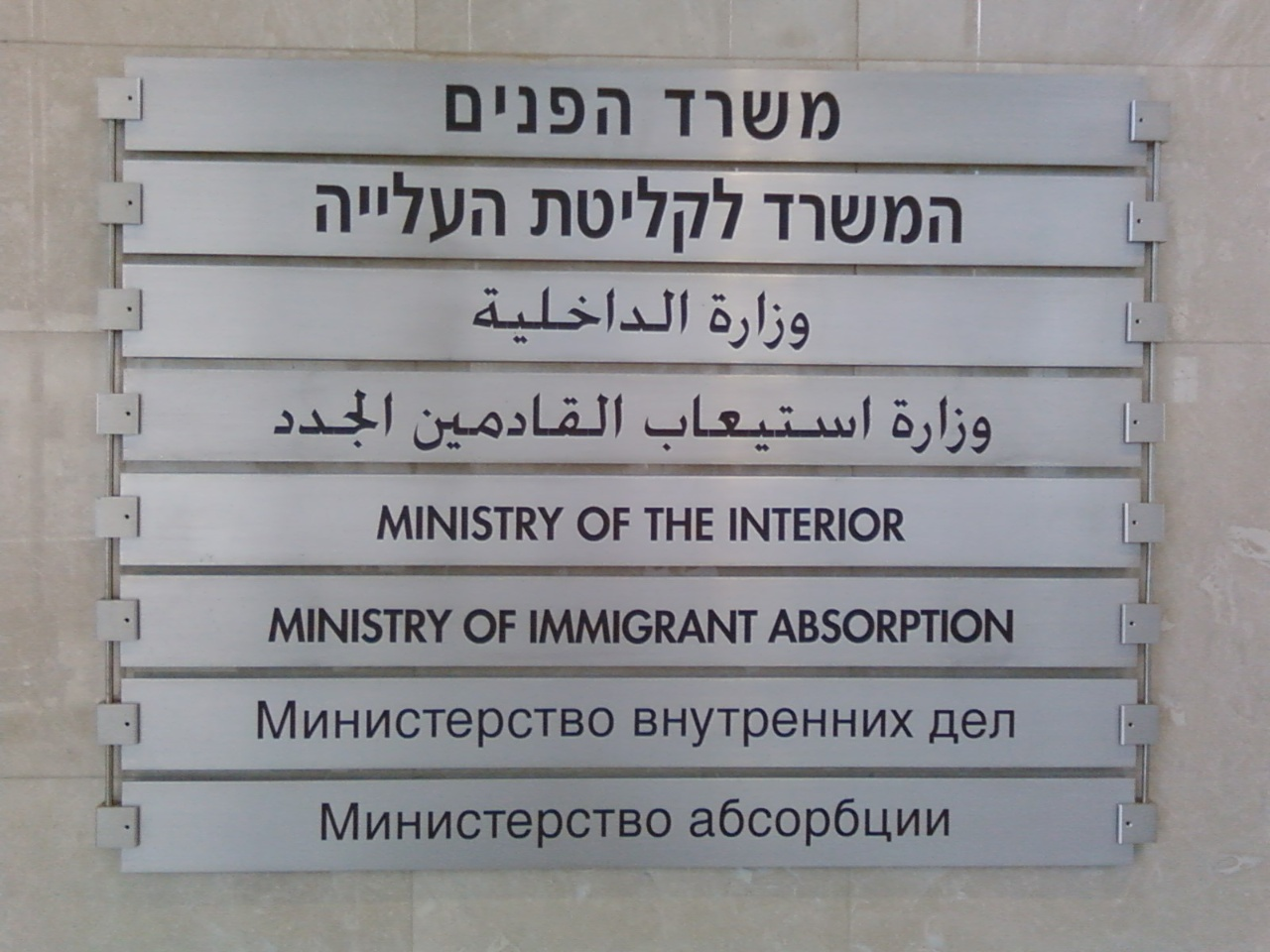
内務省、移民省は複数言語（ヘブライ語、アラビア語、英語、ロシア語）で表記されている

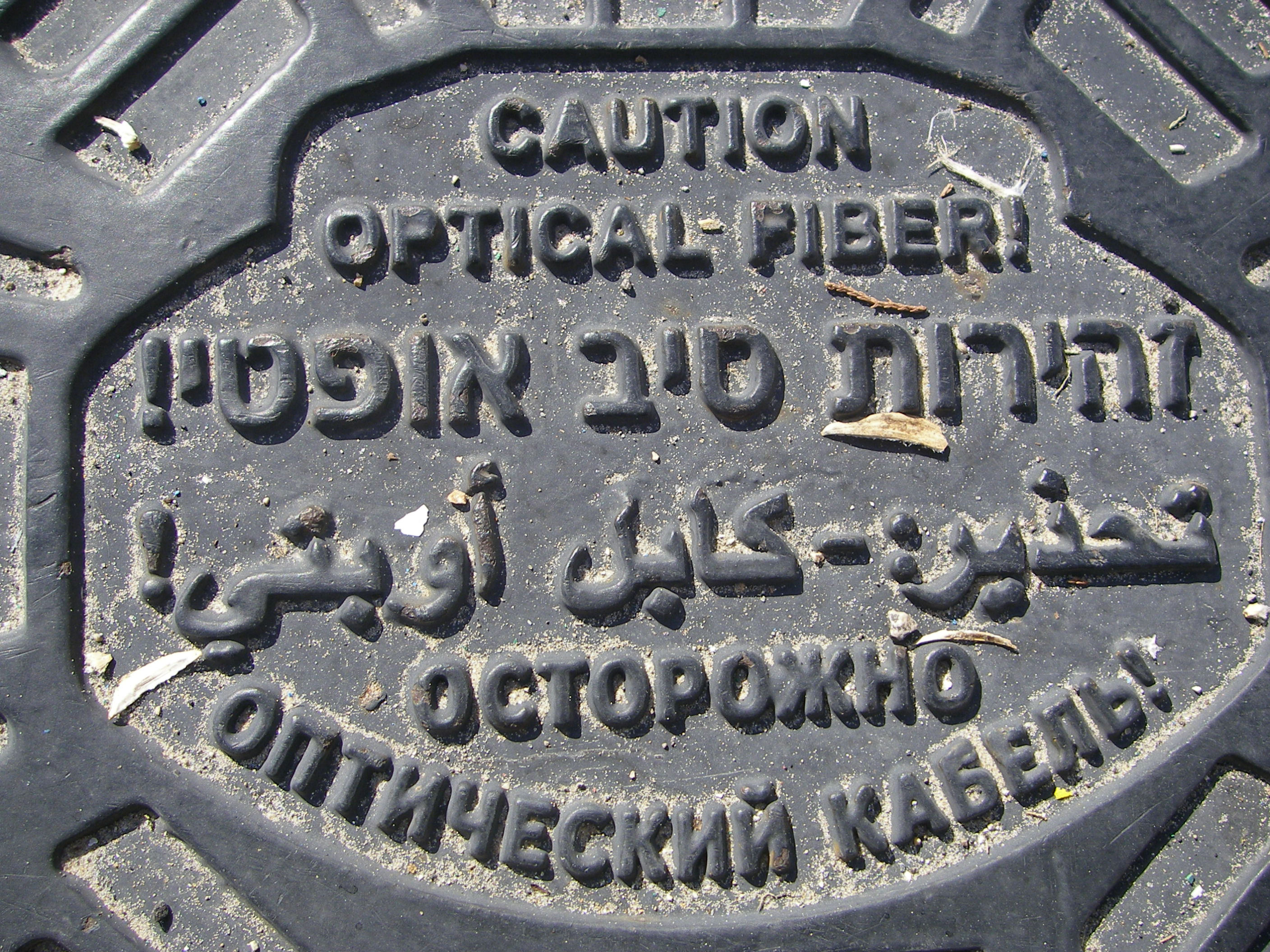
警告が複数言語（ヘブライ語、アラビア語、英語、ロシア語）で記載されているテルアビブにある光ケーブルのマンホール

イスラエルにおいてロシア語は、主要な外国語であり生活の中でさまざまに目にすることができる。ロシア語はイスラエルの非公用語としては群を抜いて用いられており、政府や企業はロシア語表記を併用し、ロシア語圏からの移民が多い一部地域では準公用語として扱われている。ロシア語を母語とするものも多く、1989年には総人口の20%がロシア語を母語としている。ロシア語話者が多い理由として、旧ソビエト連邦の住民が1990年代初頭以降に大量に移民してきたことが大きな要因として挙げられる。旧ソビエト連邦圏を除き、ロシア語を母語として話すものの人口は、アメリカ合衆国、ドイツに続き第3位であり、人口比率ならばイスラエルが最も多い。

## 歴史
1971年から74年にかけて、およそ10万人のユダヤ人がソ連とその周辺国からイスラエルに移り住んだ。多くはグルジアやエストニア、ラトビア、リトアニアのバルト三国、そして一時期赤軍が占領していたポーランドからであった。ソビエト政府はソ連での厳しい生活について言及されるのを避けるため、「家族の再会」を移民の理由とした。こうした移民はシオニズムに傾倒しており、自分たちの歴史的故地に居住する機会を窺っていた。スラブ系の国、つまりロシアやウクライナ、ベラルーシには、ソ連に住むユダヤ人の80%が住んでいたが、1970年代に移住した人々のうち、これらの国から来た移民は半数以下でしかなかった。
ソ連時代、性とユダヤ人に関しては語られないとも言われており、ブレジネフ時代は「不可視の時代」であった。1967年に第3次中東戦争が勃発すると、ユダヤ人は解雇されることまではなかったが、雇用・昇給の面で大きなハンデを背負った。アイデンティティが脅かされ、社会への門戸も閉じられようとした中、ソ連に住むユダヤ人の間で移住を希望するものが多くなっていった。1989年から1993年に大量の移民が発生したが、これはシオニストとして新たな人生を送るというよりも、ソ連の社会および経済崩壊が引き起こしたパニックであった。ペレストロイカの時代までシオニズムの活動は禁止されており、多くの移民はユダヤ教やシオニズムとは縁遠い存在であった。移民の大多数はロシアおよびウクライナからであり、ベラルーシや中央アジアからの移民も存在した。
1970年代に移住してきたものたちは、イスラエルに思いを持つシオニストとして移住したものがほとんどであった。こうした古い移民の目からは、1980年代から90年代にかけてやってきた新しい移民たちは経済崩壊から逃げてきただけで、イスラエルに対する感謝の念が足りないように思えた。1989年のソ連最後の人口統計では、144万9千人のユダヤ人が在住していたが、2000年10月までに87万7千人がイスラエルに移住したとされる。ごく短期間でイスラエル建国以来の大規模な人口流入が起こった。旧ソ連からの移民のうち50-70%はこの時期の移民であった。1980年代後半から1990年代初頭にかけてイスラエルに移住した人間の数は、1970年代に移住した数の4倍であり、大量の移民がイスラエルという小さな国家において社会的になじんでいくのは難しかった。
旧ソ連からの移民のうち推定で25万人はユダヤ人ではないが、ユダヤ人の子や孫などに市民権を与える帰還法に則りイスラエルの市民権を得ている。

## 近年のロシア語話者

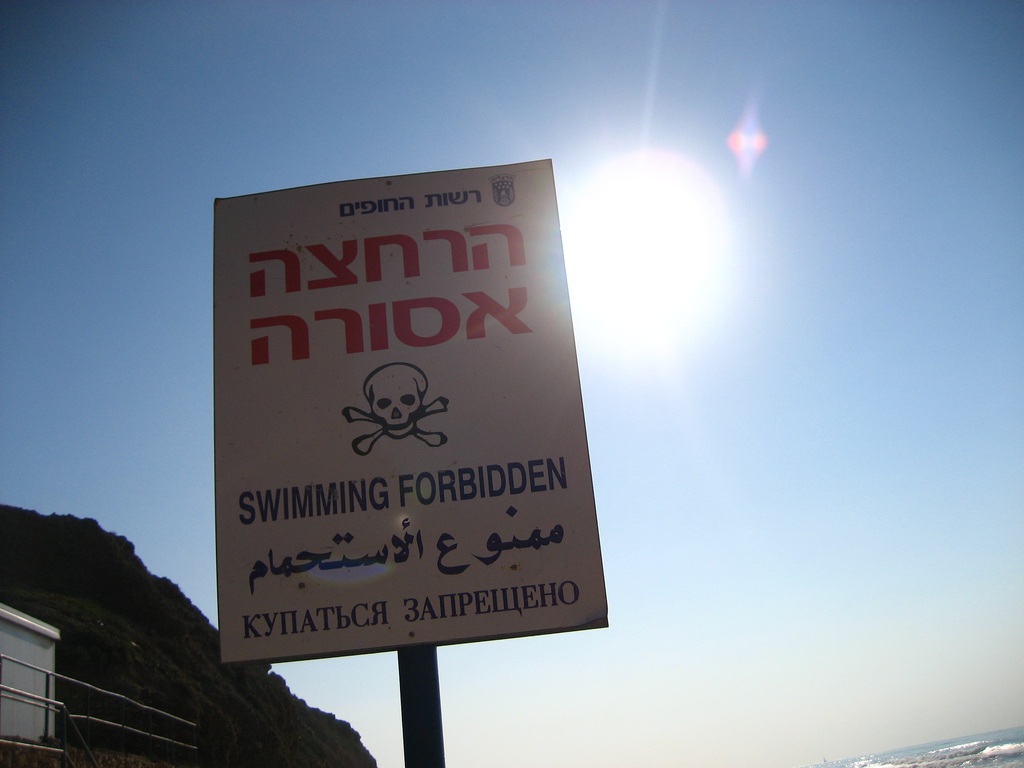
複数言語で書かれた「遊泳禁止」の看板

### イスラエル社会への適応
イスラエル中央統計局によれば、旧ソ連からの移民のうち26%は全くヘブライ語を話せない。また、家での会話をロシア語のみで行うものは48%、ヘブライ語のみで会話する者は8%である。職場ではロシア語が6%、ヘブライ語が32%と逆転するが、友人との会話ではロシア語38%、ヘブライ語9%となる。ロシア語話者は、ロシア語話者同士で固まって住む傾向があり、商店や銀行などの店舗においても、少なくとも何人かはロシア語が通じるような環境を形成する。イスラエルで5番目に大きい都市アシュドッドでは、移民の流入が特に激しく10年間で人口が倍増した。アシュドッドの南部地域では2万6千人の人口に対し75%がロシア系移民であり、「ロシア系移民のゲットー」と呼ばれている。
多くの成人したロシア語話者はヘブライ語を習うことを好まず、ロシア文化を手放すことをいやがるため、イスラエル社会への適応は緩やかである。言語学者によれば、民族的言語に強い愛着を持つことが、適応の遅さにつながっているとされる。
ベングリオン大学のハイム・ゴードンは2007年の著作『Israel today』においてロシア語話者について次のように述べる。
| 「 | 子どもたちにロシア語のみで話しかけ、ロシア語話者が発行する7つあるロシア語新聞の一つを読み、ロシア語のテレビを見る。何年もイスラエルに居住しているにもかかわらず、数十万のロシア語話者は電話でヘブライ語による会話ができない。何千もの人間がヘブライ語で方向を聞くことさえできない。このような不便にもかかわらず、やろうと思えばいつでもどこでもできるのにロシア語話者はヘブライ語の習得を拒否している。 | 」 |

成人のロシア語話者は若年層に比べヘブライ語に対し消極的である。ロシア文化の保存に努め、イスラエル生まれの子どもにさえそれを伝えようとする。しかしながら、ロシア系2世の世代はロシア語での正式な教育を受けておらず、言語喪失は急速であると言語学者は述べる。政治学者は「ロシア語話者の社会は存在するが、それはイスラエルという社会の一部である。2世代目以降はソ連での経験よりもイスラエルでの経験が大きく影響してくる。」と述べる。

### 政治
イスラエルの人口のうちおよそ20%が旧ソ連で生まれており、2013年の時点では、イスラエルの有権者の15%を占めている。極右政党の「我が家イスラエル」はロシア系政党であり、党首のアヴィグドール・リーベルマンもソ連（現モルドバ）出身である。2013年の選挙においても、控えめに見積もっても50-60%の人間は「リクード」と「我が家イスラエル」による統一会派「リクード・我が家」を支持するだろうと見られていた。
ロシア系住民がなぜ右派政党を支持するかについてはさまざまな理由が考えられている。パレスチナとの和平交渉において土地を譲歩することに納得がいかないからだと見ているものもいる。旧ソ連の国土からするとイスラエルはちっぽけな国で、そこからさらに土地を与えるなど到底承服できないとするものである。また、ロシア系住民はまだ社会の下層であり、ガザなどからロケット攻撃の危険がある外縁部に住んでいることも多く、和平に対し不信感を持つと見られている。実際に2009年の選挙ではこうした地域の住民のうち64%が右派政党に投票している。多くのロシア語話者は、ソ連時代の苦労とソ連崩壊により左翼思想には懐疑的になっており、ソ連時代の経験から政治的・経済的な混沌から早く脱却したいという欲求が右派政党の支持をもたらしているという見方もある。ただし、若い世代では一般のイスラエル人と大きく異なる考え方はしていない。

## 使用状況

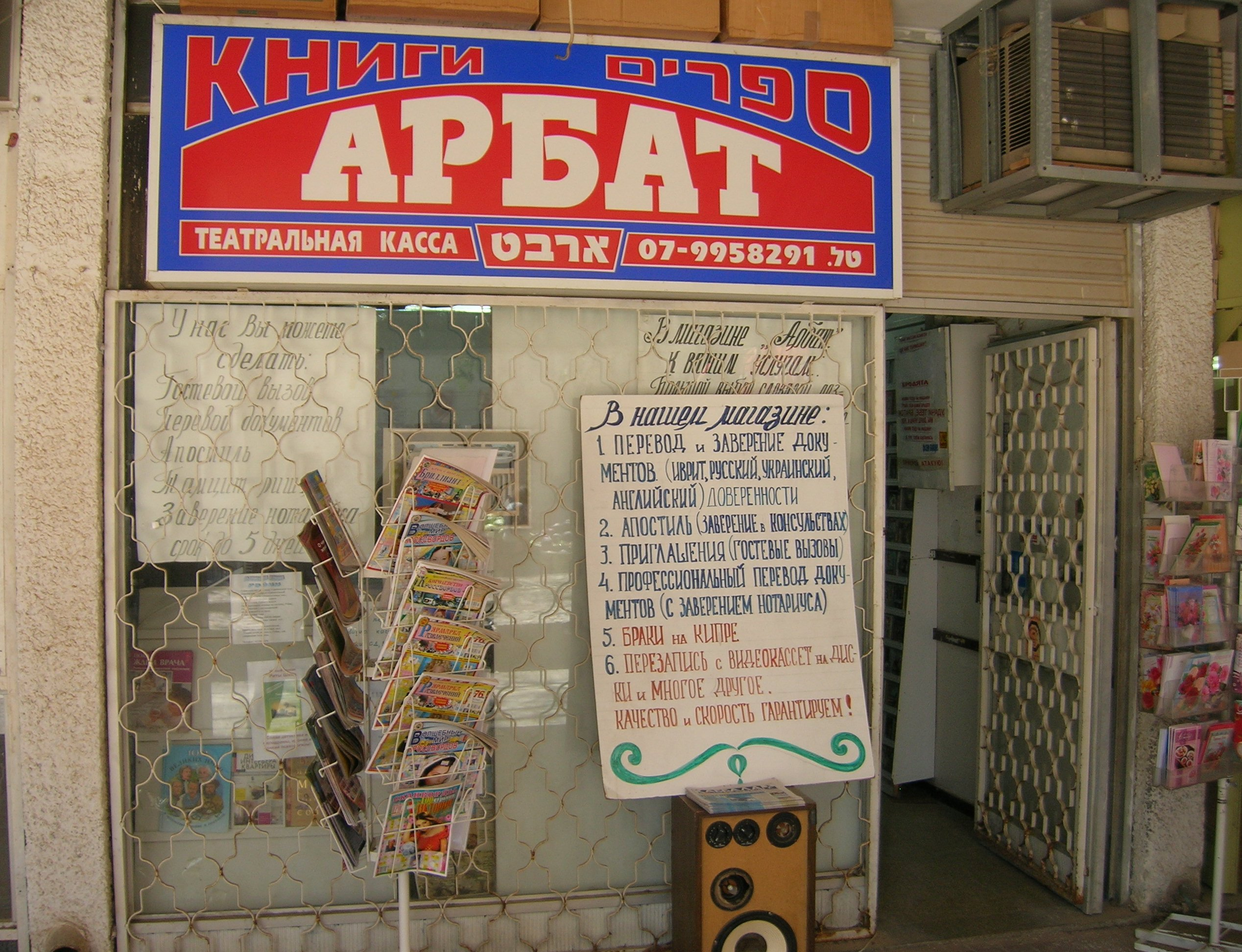
アラドにあるロシア語の書店

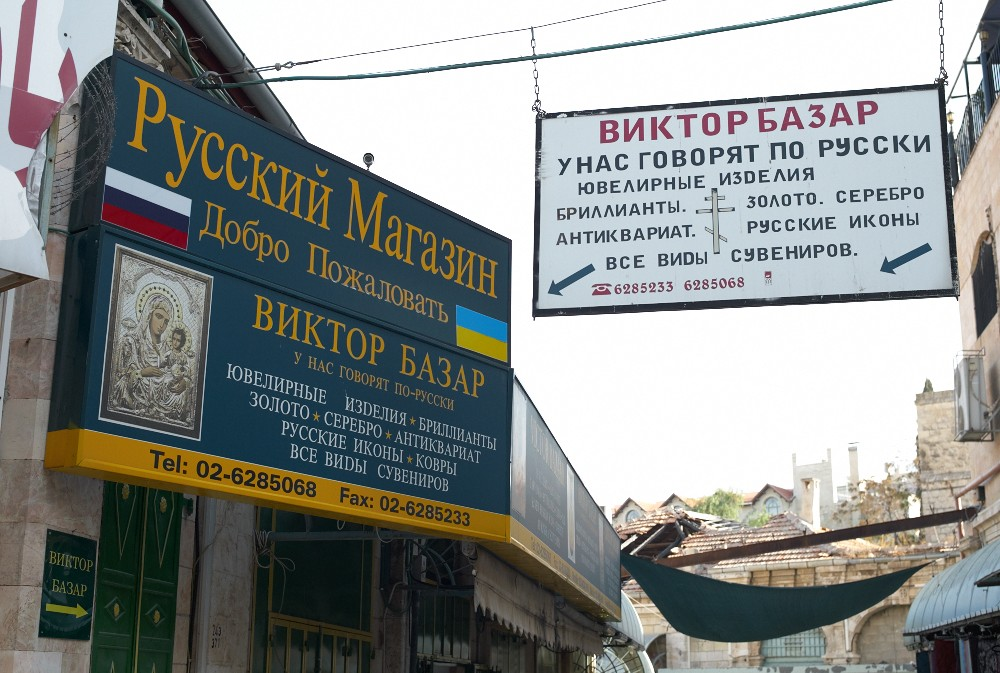
エルサレムのロシアンバザー

イスラエルにおける公用語はヘブライ語だけである。しかし世界中からさまざまな民族出自を持つ移住者が住むイスラエルでは、ロシア語や他の移住者の言葉も広く使用されている。1967年以降ロシア系住民が増加し、1990年代のソ連崩壊に伴う大量流入により、ロシア語はイスラエルにおいて主要な非公用語となっている。ロシア語は文化的な行事や、教育の場、公共の場においても使用されている。
1999年までに全職業中においてロシア語が話せるものは5-10%程度であったが、銀行や移民を取り扱う省庁などでロシア語の知識が必要とされるようになってきている。運輸省はロシア語の冊子を発行し、病院にはかなりの確率でロシア語が話せる医者を見つけることができる。

## 教育
移民の多くはロシア語を母語としていたにもかかわらず、教育におけるロシア語の役割はそれほど大きくない。ヘブライ大学では1962年にロシア語科目が開講し、公立の学校では1970年代に大都市で教えられるようになったのが始まりである。1980年代にソ連からの移民が減少すると受講生も減少した。1997年には120校が何らかの形でロシア語を教えている。

## メディア
1970年代には Nasha strana と Tribuna が移民向けロシア語新聞として発行されていた。1989年には日刊の新聞は1紙だけであったが、1996年には6紙となっている。2000年代に入ると、テレビやネット上のメディアが増加し紙媒体のメディアは減少し始めた。2004年に発行された『Critical issues in Israeli society』では4つの日刊紙、11の週刊紙、5つの月刊紙と地方新聞が50紙、ロシア語で発行されているとある。新聞などのメディアにおいては公用語であるアラビア語よりもロシア語の方が使用されているという報告もある。イスラエルのテレビではヘブライ語、アラビア語、ロシア語で放映を行い、2002年にはチャンネル9（Israel Plus）というロシア語話者向けのチャンネルも開局した。ロシア語のラジオもイスラエル全土で放送されている。